# Ivan Koulikov
Ivan Koulikov (en russe : Иван Семёнович Куликов, Ivan Semionovitch Koulikov), né le 1er avril 1875 (13 avril dans le calendrier grégorien)) à Mourom et mort le 15 décembre 1941 à Mourom, est un peintre russe, portraitiste, peintre de la vie quotidienne.

## Biographie
Ivan Koulikov est né à Mourom dans une famille paysanne. Ses parents étaient : Simon Loguinovitch Koulikov et Savinova Alexandra Semionova, originaires du village du district de Mourom : Aphanas. Son père est spécialiste en recouvrements de toitures et peintre en bâtiments. À la tête d'un petit atelier, il participe activement à la construction et à la réparation de beaucoup de maisons, d'églises et de bâtiments officiels de Mourom. 
L'été 1893, sur recommandation de son ancien professeur de dessin, N. A. Tovtsev, Ivan Koulikov fait la connaissance d'Alexandre Morozov. Ce dernier passe parfois l'été à Mourom où il trouve des sujets pour sa peinture. Il attire l'attention des parents sur les capacités et les dons d'Ivan et leur recommande de l'envoyer à l'école de la Société impériale d'encouragement des beaux-arts auprès de l'Académie russe des beaux-arts à Saint-Pétersbourg .

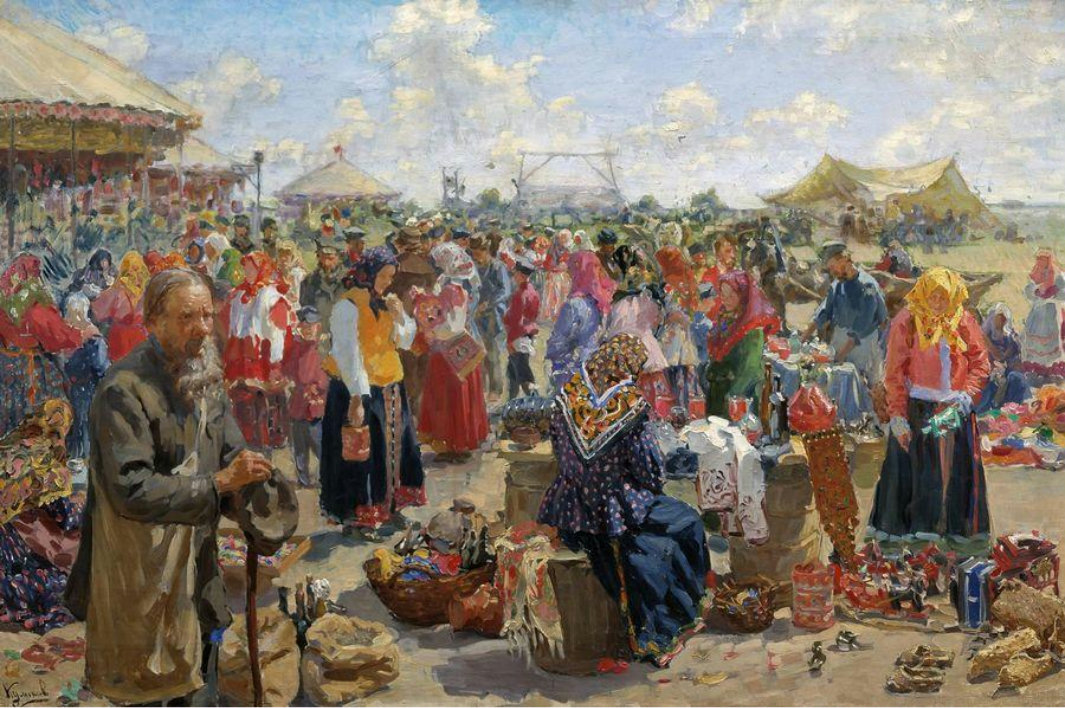
Koulikov, Jour de fête 1910

En septembre 1893, Koulikov part pour la première fois à Moscou. Il y visite la Galerie Tretiakov, la Maison Pachkov, la Cathédrale du Christ-Sauveur de Moscou. En novembre de la même année, il va à Pétersbourg, devient l'assistant d'Alexandre Morozov, qui enseignait à cette époque le dessin à l'école impériale de droit tout en réalisant sur commande quelques illustrations, icônes et portraits. Il est invité l'année suivante à l'école de la Société impériale d'encouragement des beaux-arts. Sous la direction de Nikolaï Makarov, d'Alexis Aphanasev et d'Erist Lipgarde, il assimile les techniques du graphisme, de la peinture, de la perspective et de la composition. 
À l'automne 1896, Koulikov devient étudiant à l'Académie russe des beaux-arts sous la direction de Vladimir Makovski . Un mois plus tard, il passe à l'atelier d'Ilia Répine.

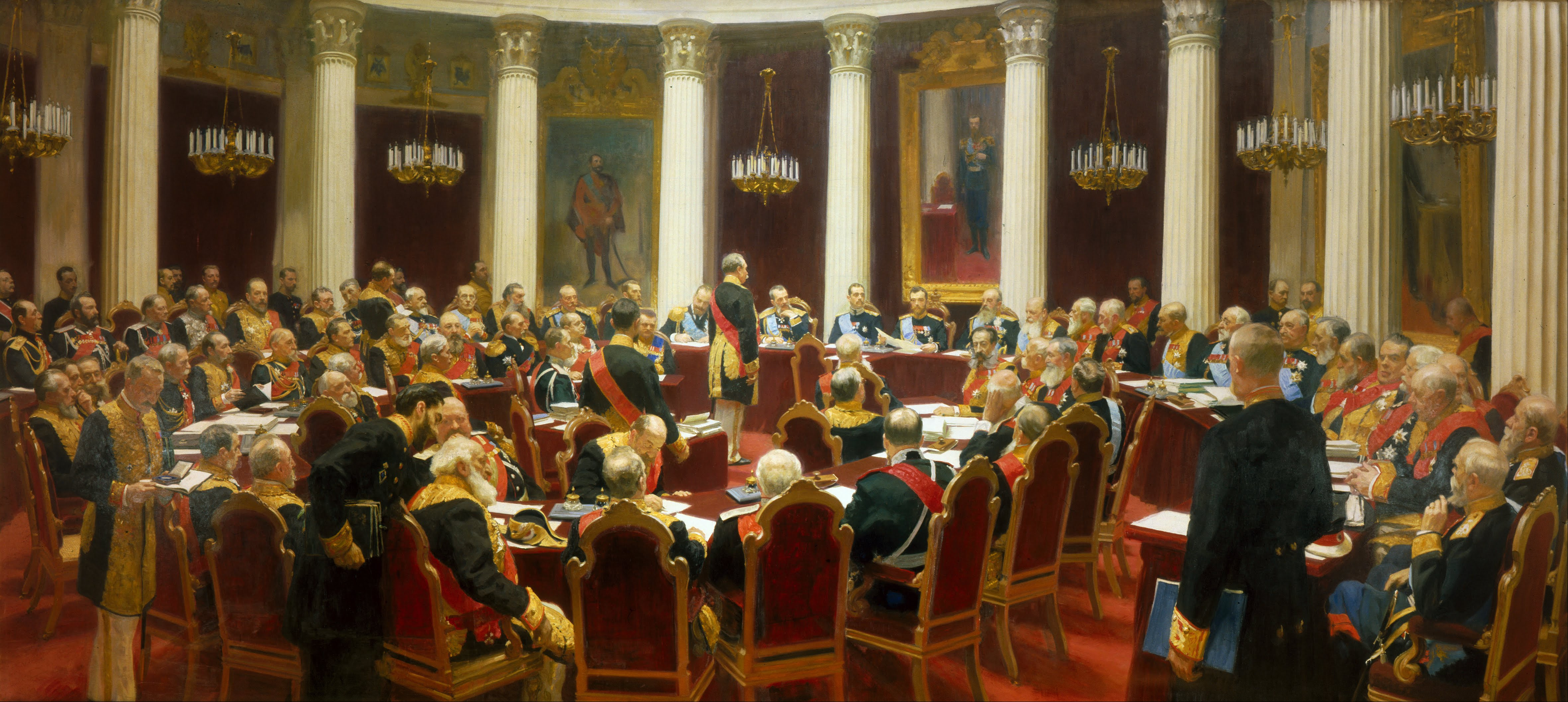
I. Répine - Séance solennelle du Conseil d'État, 1901

En 1901-1902, il participe à la réalisation du tableau de Répine Séance solennelle du Conseil d'État avec Boris Koustodiev. Il réalise les dessins de 17 personnages du tableau. Ivan Koulikov réalise aussi, à la même époque, une vingtaine d'illustrations pour Maxime Gorki : pour « Konavalov » et « 16 plus un », qui se trouvent au musée-appartement de Gorki à Nijni Novgorod et au musée d'art et d'histoire de Mourom.

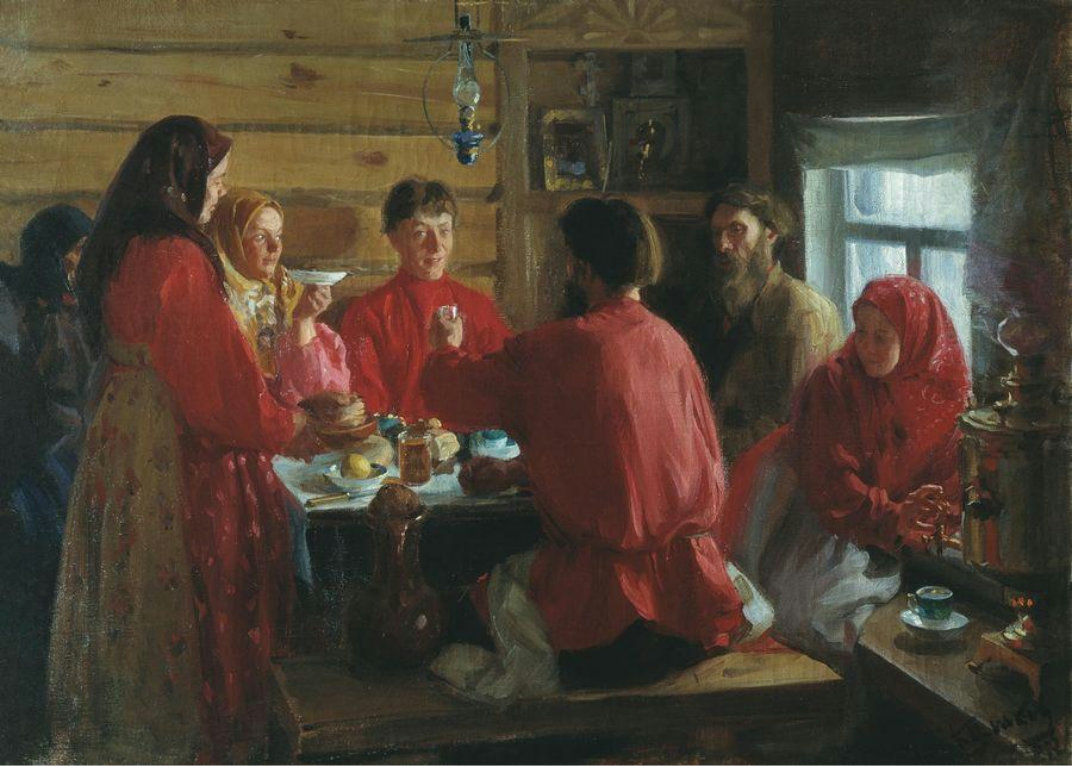
Dans une isba paysanne (variante)

En novembre 1902, Koulikov termine ses études à l'Académie des beaux-arts. Il présente son œuvre pour le concours terminal : « Le thé dans une isba paysanne » (1902) qui reçoit la médaille d'or et lui donna le titre de citoyen d'honneur avec le droit de quitter le pays pour des voyages d'études.
De 1903 à 1905, comme pensionnaire de l'Académie russe des beaux-arts, il prend part à des voyages en France et en Italie.
En 1905, pour son tableau Portrait de ma mère (1903), il reçoit la médaille d'argent de l'exposition internationale de Liège en Belgique. Pour ses tableaux : Jour de fête (1906) et La lanterne au jardin (1906), il reçoit le prix Arkhip Kouïndji. En 1915 pour ses tableaux de la ville de Mourom, il reçoit le titre d'« Académicien des beaux-arts ».
À partir de 1919, Koulikov travaille au musée de Mourom, actuellement un des plus réputés dans l'Oblast de Vladimir. Pendant de nombreuses années, il dirige la section de peinture du musée. Le peintre se met passionnément à la tâche pour sauver du pillage et de la destruction résultant de la révolution d'octobre 1917 dans les palais et les domaines des aristocrates : les tableaux, les dessins, les sculptures, les livres, les archives, toutes les pièces de collection qu'il trouvait. Il sauva ainsi la collection unique du comte Alexeï Ouvarov à Karatcharova (faubourg de Mourom).

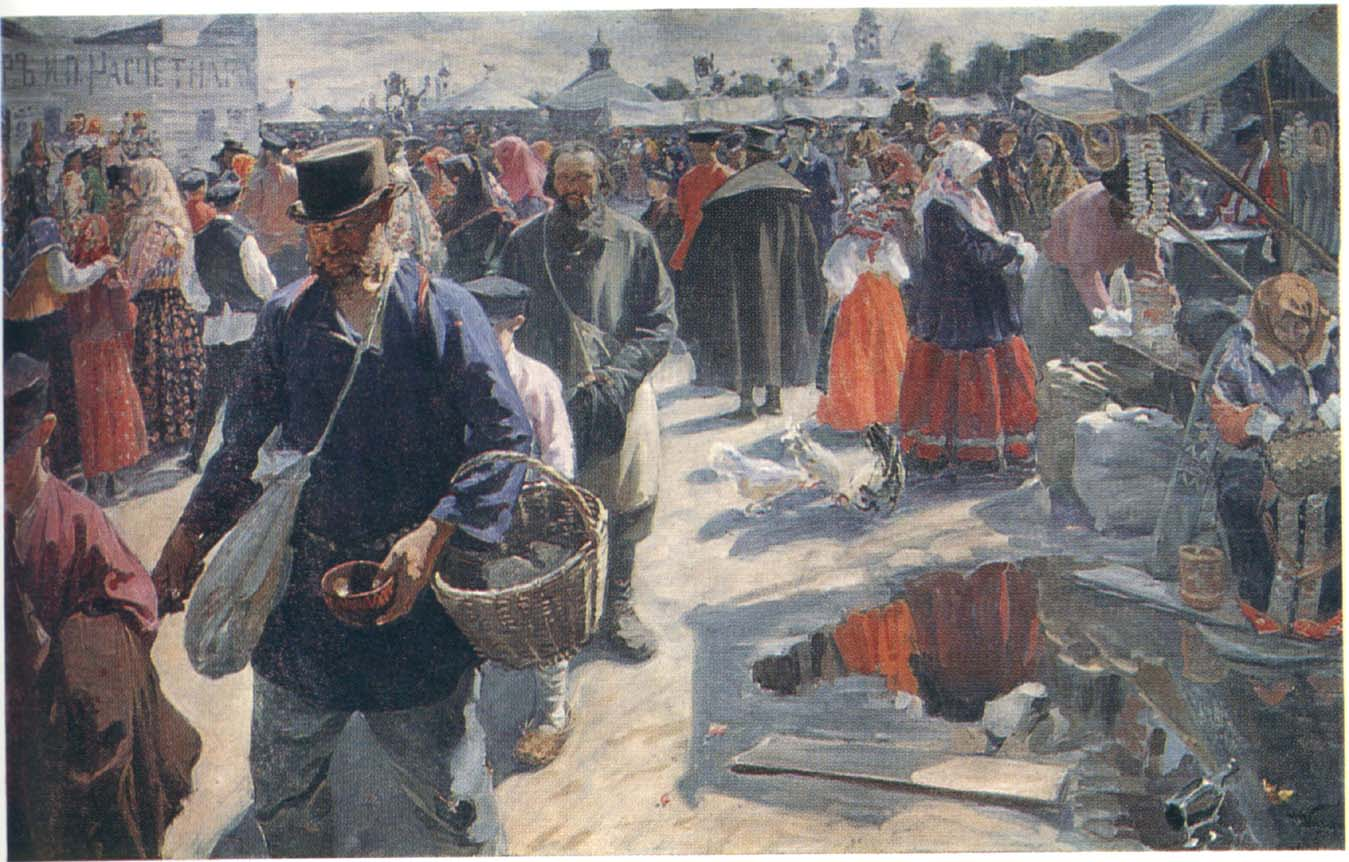
La foire de Mourom (1910—1912)

Plus tard il peignit encore le portrait de l'aviateur Valeri Tchkalov (1940), de l'écrivain Maxime Gorki (1939), de l'artiste Anatole Dourov (1911), de l'archéologue Alexeï Ouvarov.
En 1947, dans la maison construite par son père, où il avait vécu avec sa famille depuis 1885, fut ouvert un musée de l'artiste. En 2007, les pouvoirs locaux décidèrent de fermer ce musée et de transférer toutes ses œuvres au musée d'histoire et des beaux-arts de Mourom. La maison de la famille est redevenue alors la propriété des héritiers de l'artiste. Les autorités et la famille discutent du sort qu'il y aurait lieu de réserver à la maison pour qu'elle puisse redevenir une maison-musée. Les travaux sont programmés pour 2018.

## Famille

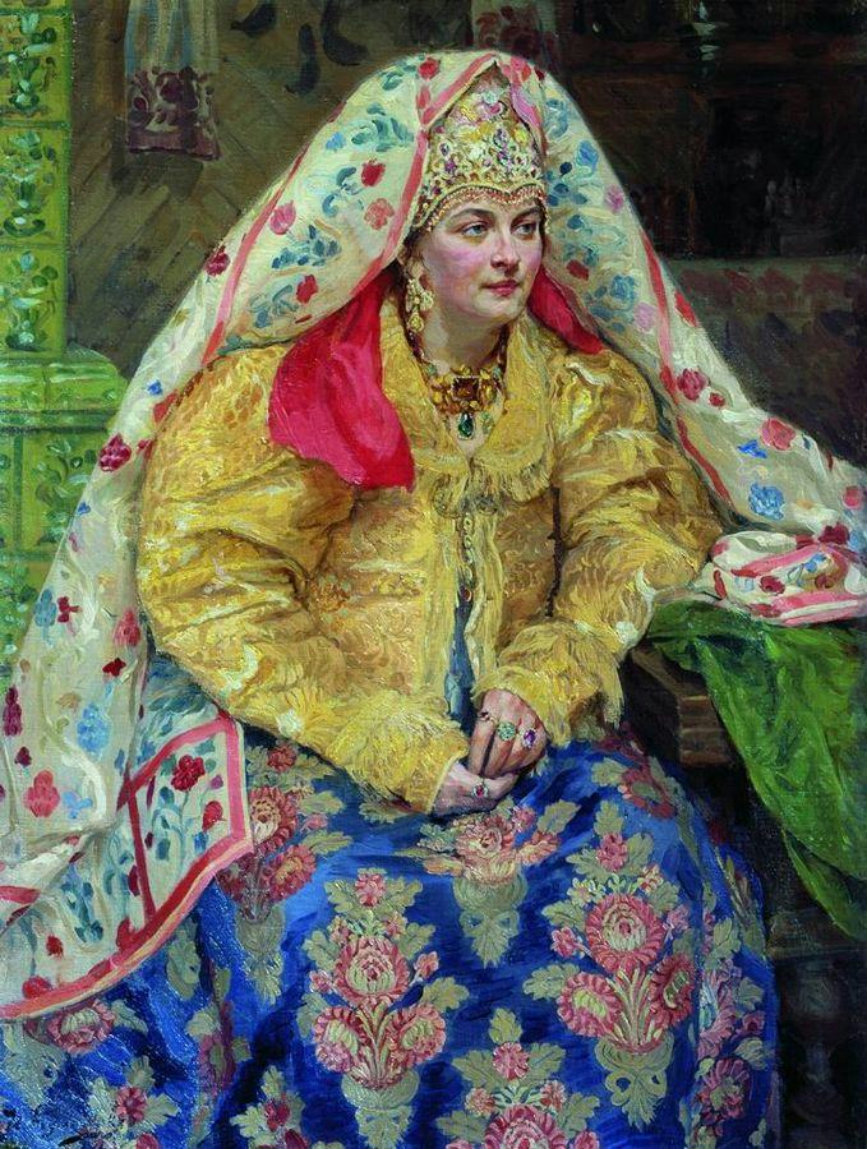
L'épouse du peintre en toilette russe (1916)

Son épouse Koulikova Elisabeta Arkadevna, née Sokolova, avait des liens de famille proche avec l'inventeur du tube cathodique et de la télévision Vladimir Zvorykine, né à Mourom en 1888, qui partit vivre aux États-Unis. Les familles poursuivirent longtemps leur correspondance.
L'épouse de Koulikov apparaît dans plusieurs tableaux comme « En toilette russe », « À la barrière », « Portrait d'Elisabeth Koulikova », etc.
Sa fille unique Tatiana, professeur de russe et de littérature est l'épouse de l'architecte et peintre Nikolaï Bespalov. Elle a été enfant, modèle de dessins de son père.

## Tableaux

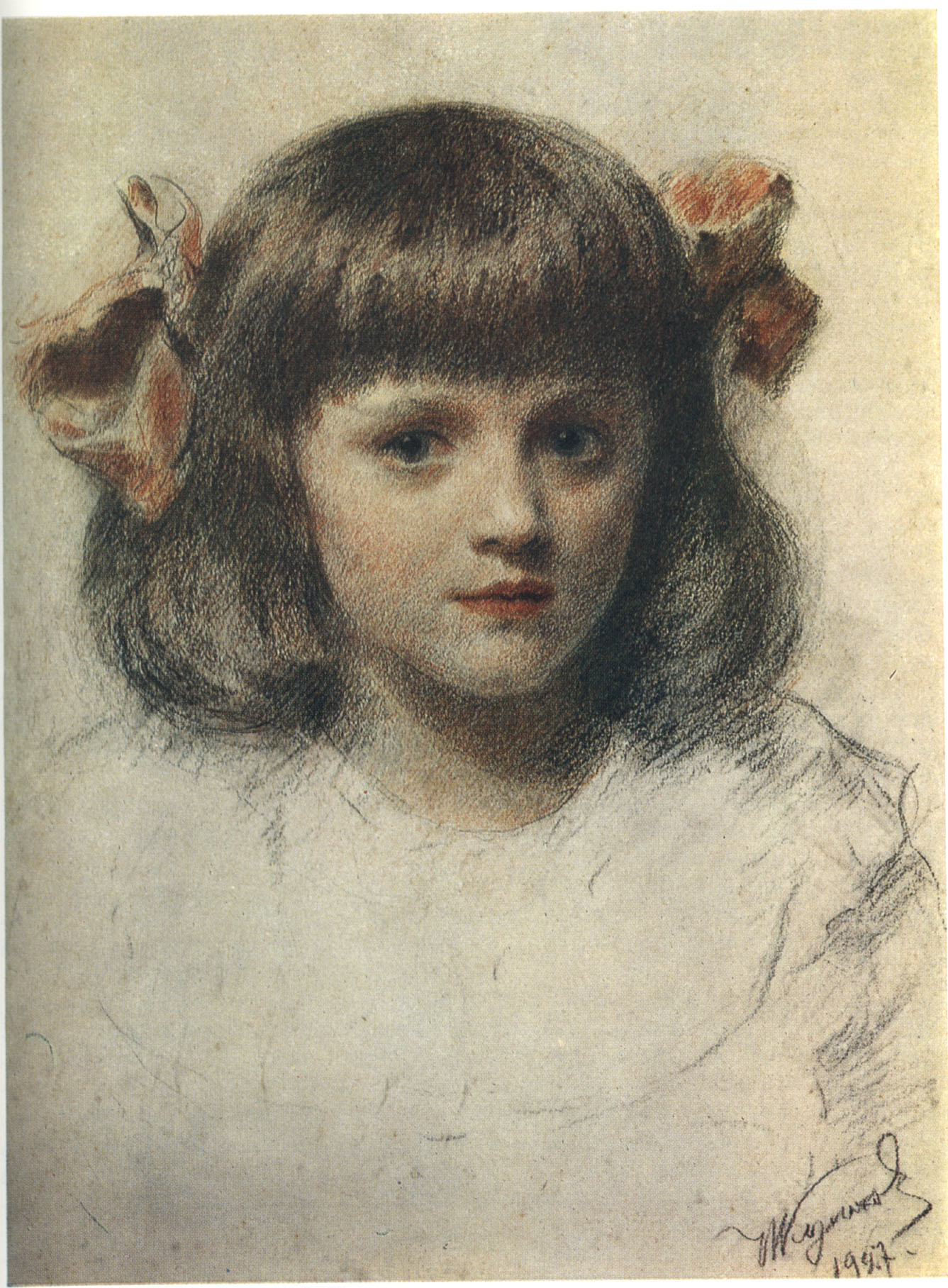
Portrait de la fille de Koulikov (1927)
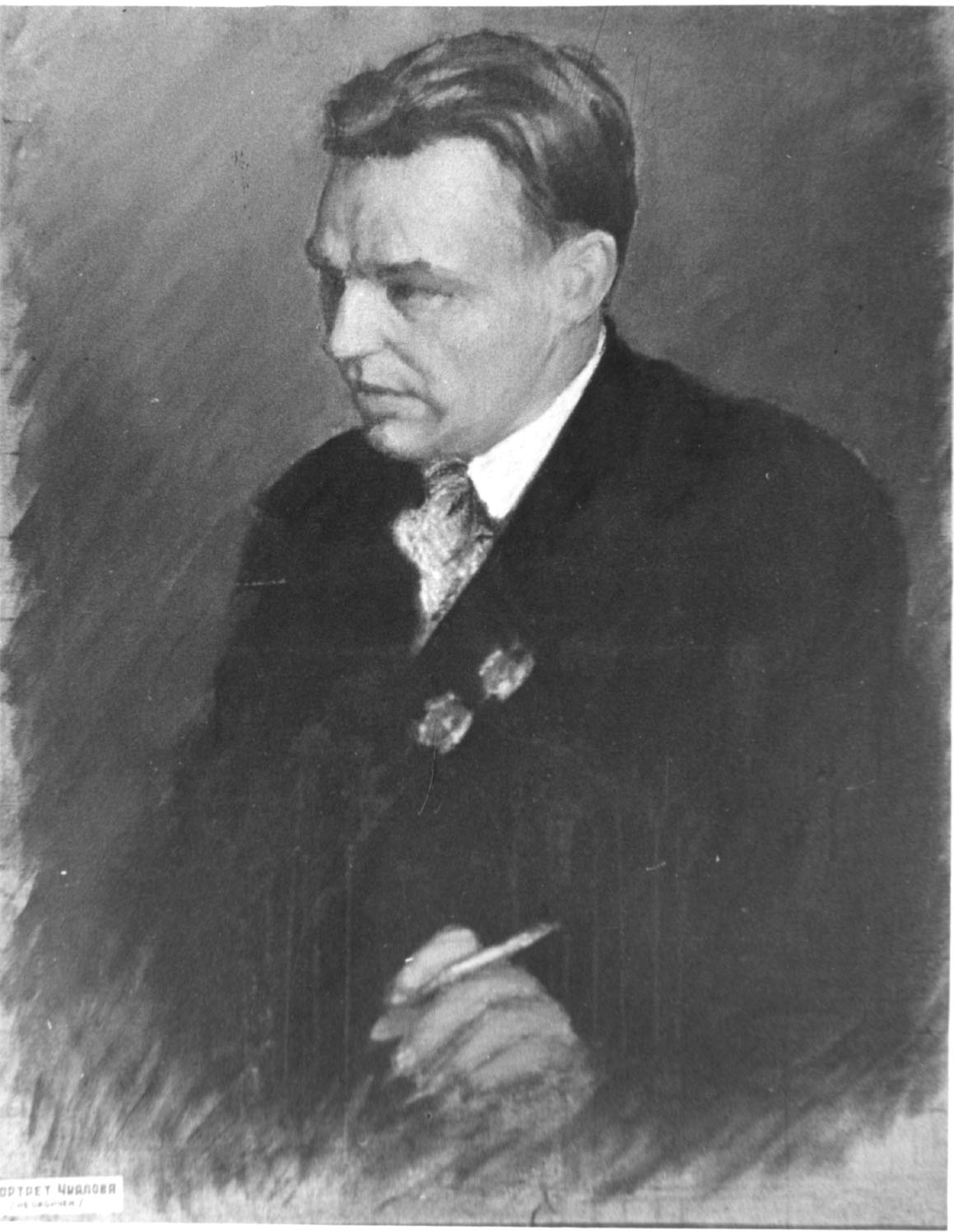
Koulikov, l'aviateur V.P.Tchkalov (1940)
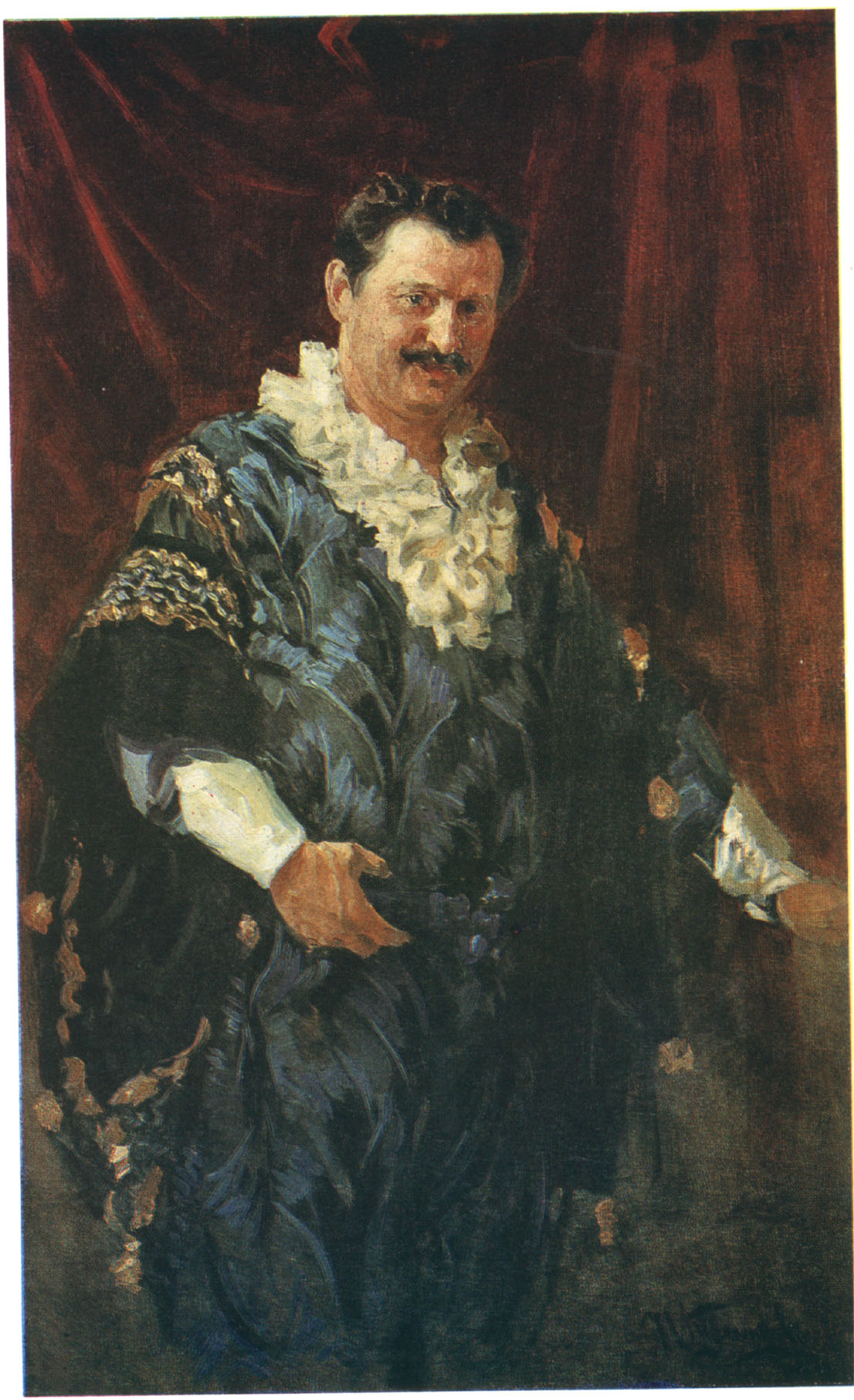
Koulikov, l'artiste de cirque A.L.Durov (1911)
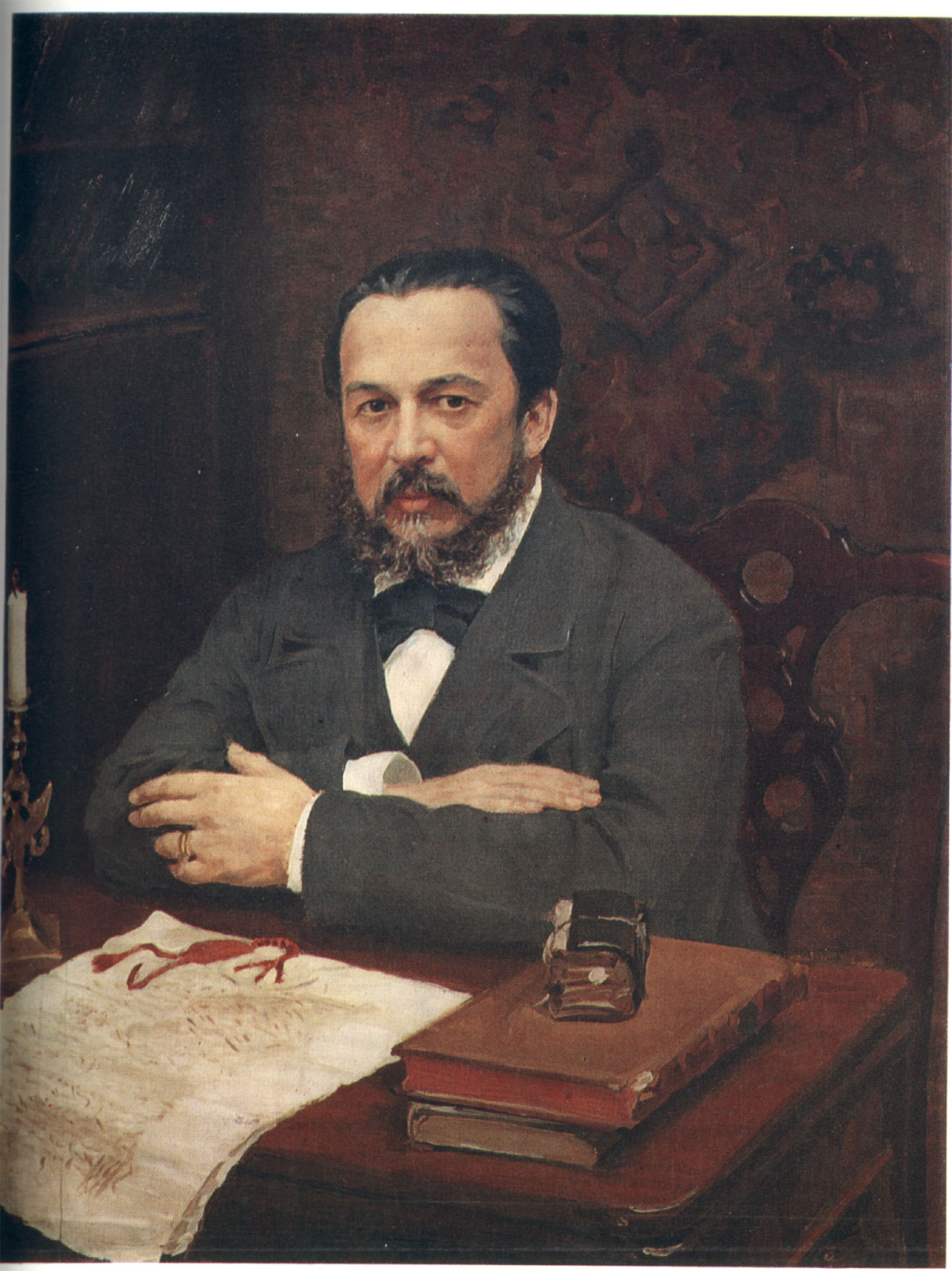
Koulikov, l'archéologue A.S.Ouvarov (1916)
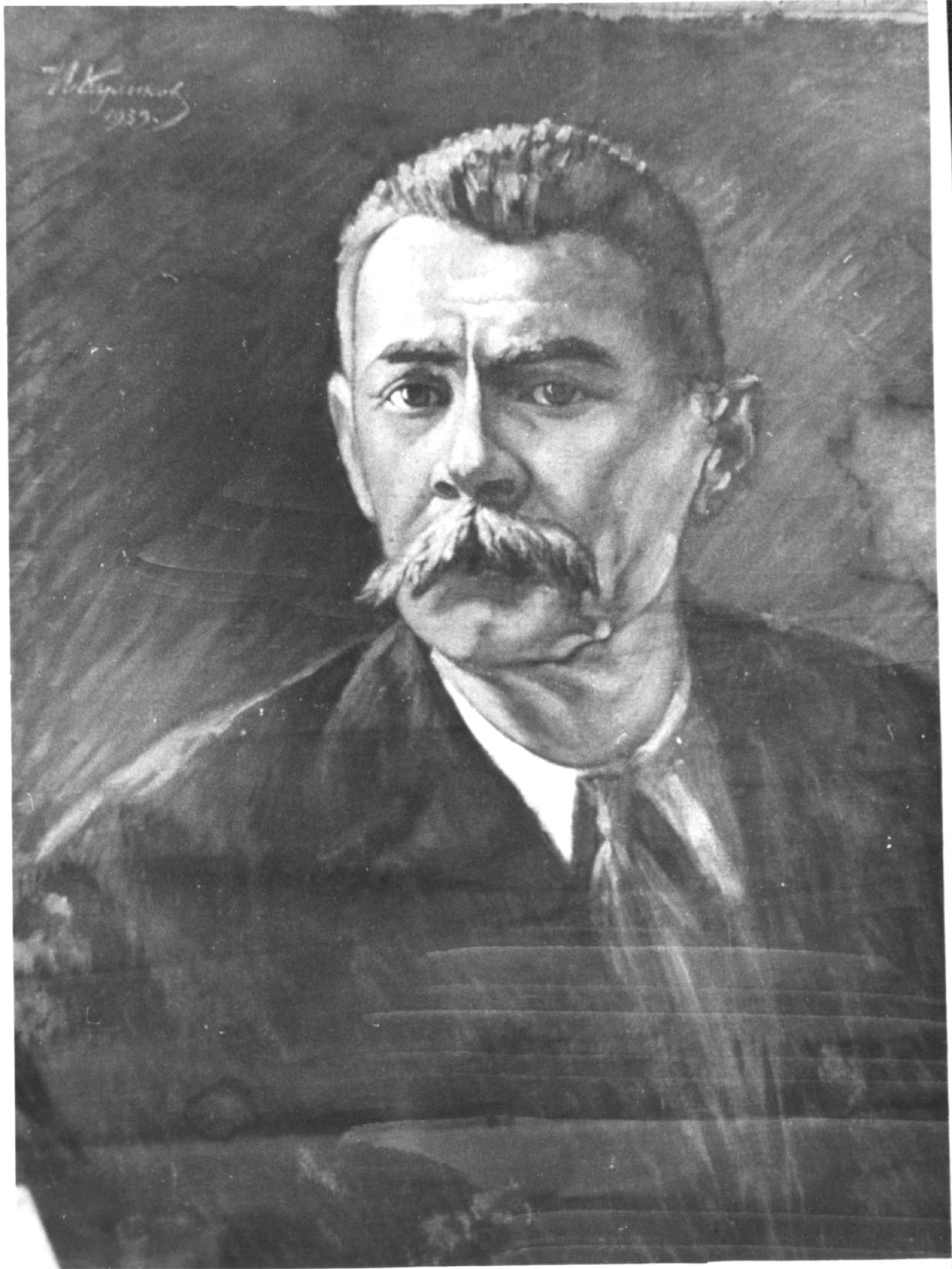
Koulikov, l'écrivain Maxime Gorki (1939)
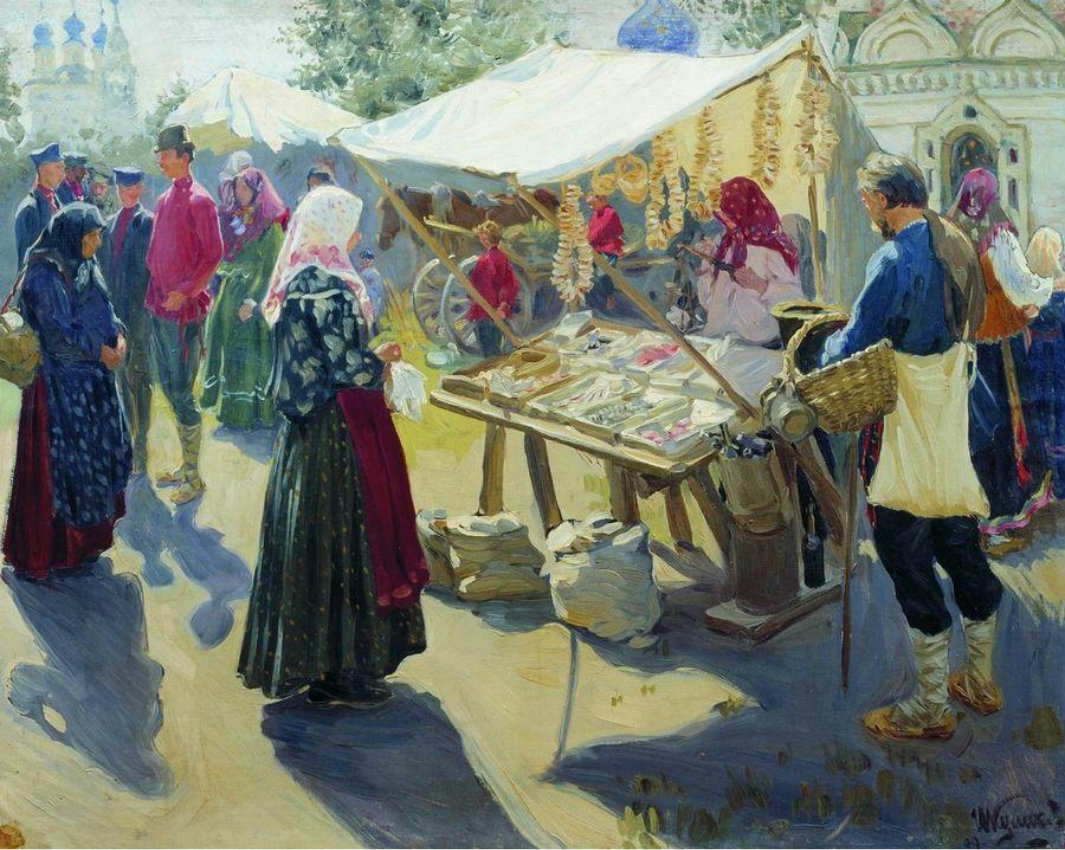
Koulikov, le Bazar (1910)
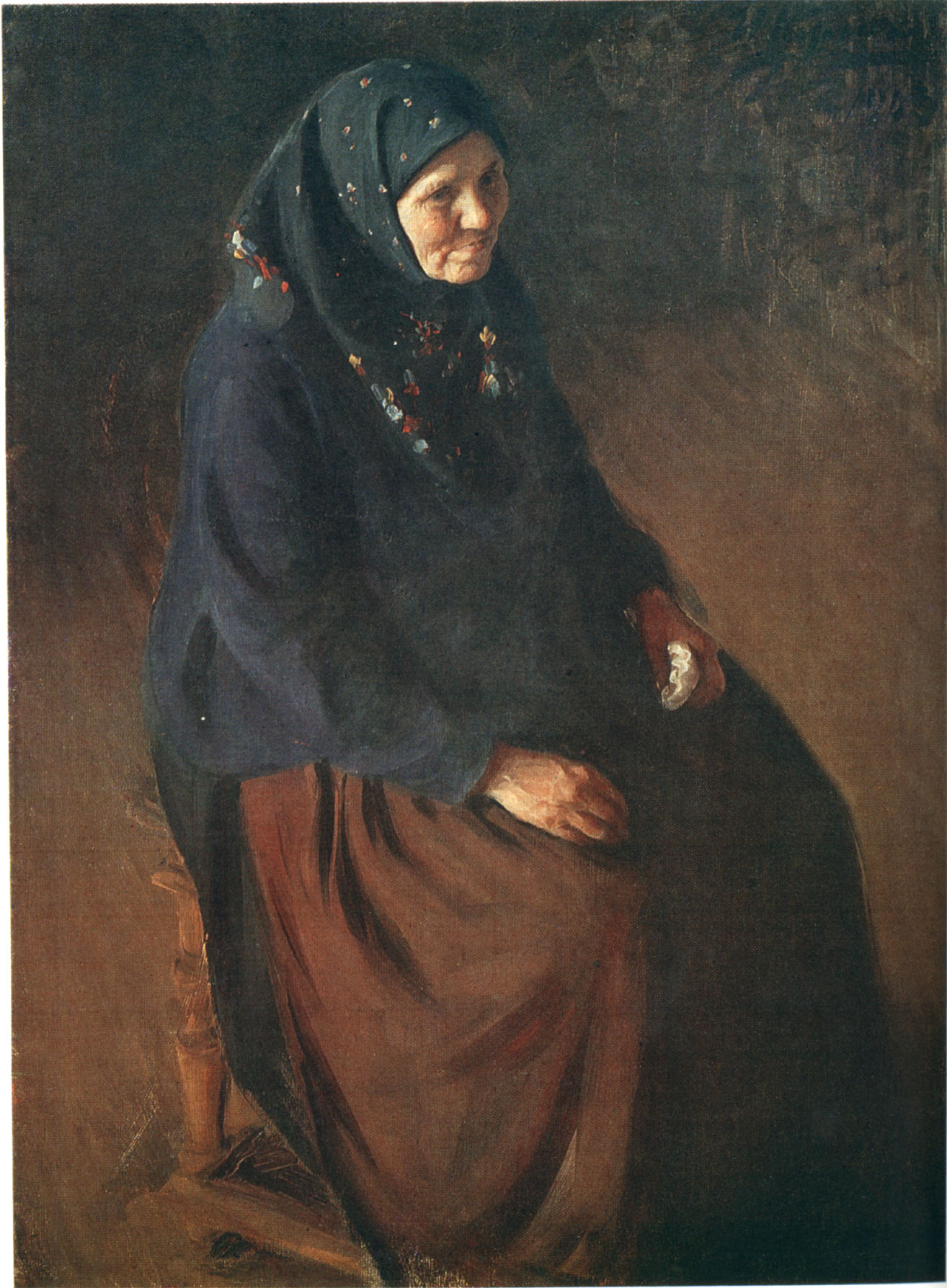
Portrait de la mère de Koulikov (1903). Médaille d'argent à Liège en 1905.
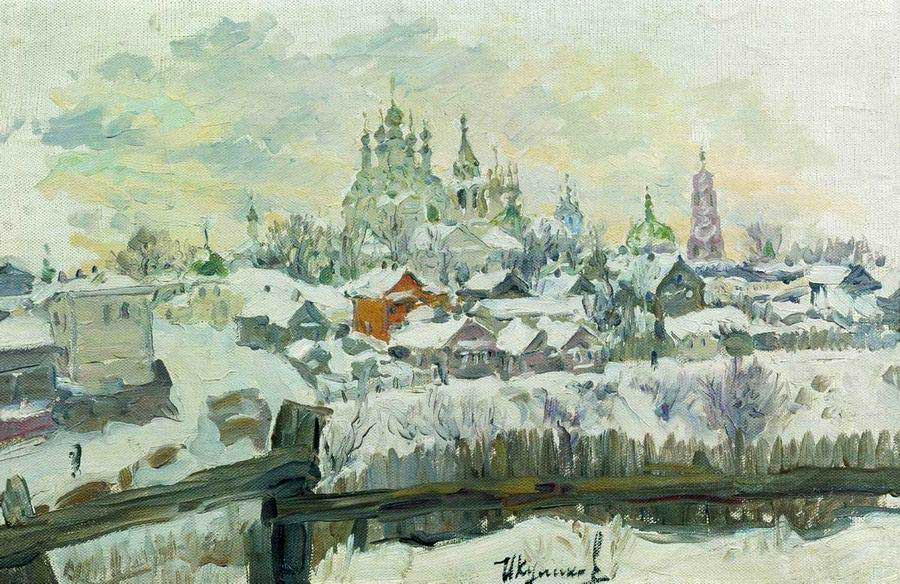
Koulikov, la ville de Mourom (1914)
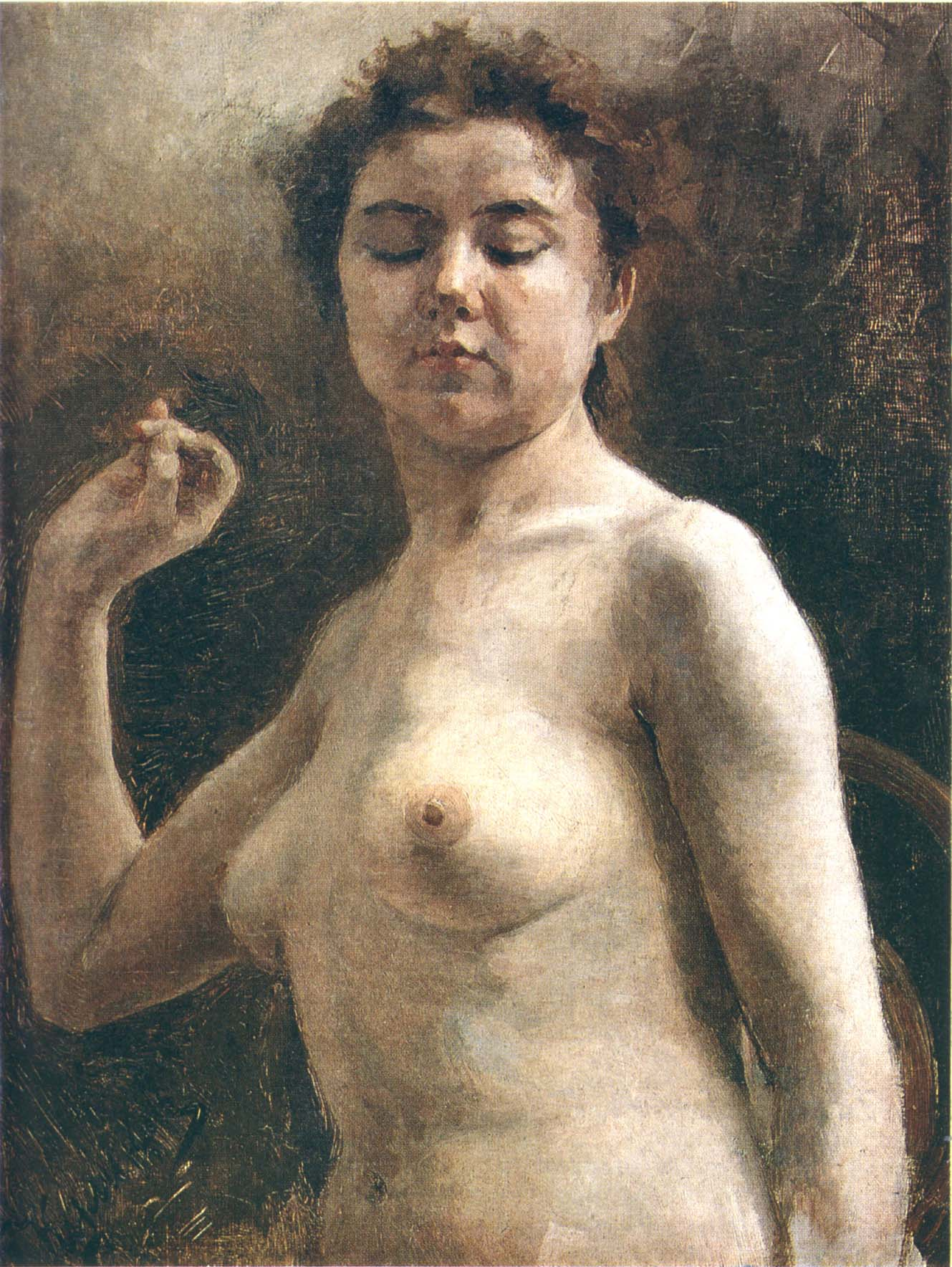
Koulikov, première pose (1896)